# Dagestans flagga

Dagestans flagga

Dagestans flagga mellan 1994 och 2003

Dagestans flagga antogs den 19 november 2003. Dagestans första flagga antogs den 26 februari 1994.

## Symbolik
- Grön står för islam, som flesta av Dagestans invånare bekänner sig till
- Blå symboliserar Kaspiska havet
- Röd betyder mod